# Meira Kumar

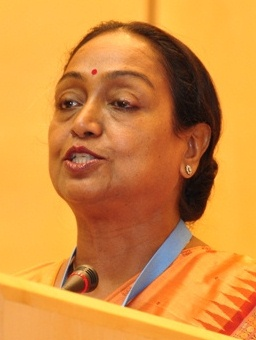
Meira Kumar (2011)

Meira Kumar (* 31. März 1945 in Patna) ist eine indische Politikerin und für die Kongresspartei Mitglied im Unterhaus des indischen Parlaments. Im Juni 2009 wurde sie als erste Frau zur Parlamentspräsidentin gewählt.

## Leben
Kumar ist die Tochter von Jagjivan Ram, einem Regierungsmitglied unter Premierminister Morarji Desai und Kämpfer für die Rechte der Dalit. Sie ist Juristin mit Abschluss von der University of Delhi und ehemalige Diplomatin.
Von 2004 bis 2009 stand sie dem Ministerium für soziale Gerechtigkeit und Übertragung von Verantwortlichkeit im Kabinett Manmohan Singh I vor. Ihre einstimmige Wahl zur Parlamentspräsidentin am 3. Juni 2009 galt als Sensation und als Beitrag zur lange geplanten Einführung einer 33-prozentigen Frauenquote. In ihrer kurzen Antrittsrede bezeichnete sie sich als leidenschaftliche Befürworterin der Ermächtigung von Frauen.